# 温迪施埃申巴赫
温迪施埃申巴赫（德語：Windischeschenbach，發音：[vɪndɪʃˈʔɛʃn̩bax] ⓘ）是德国巴伐利亚州上普法尔茨行政区瓦尔德纳布河畔诺伊施塔特县的城市，面积36.37平方千米，2023年12月31日人口为4,984人。